# نورحافظ زماني مصباح
نورحافظ زماني مصباح (بالملايوية: Norhafiz Zamani Misbah)، من مواليد 15 يوليو 1981 في ماليزيا، لاعب كرة قدم ماليزي.
و قد بدأ مسيرته الكروية مع نادي نيغري سيمبيلان في عام 2002، ولعب معهم حتى عام 2005، ومنذ عام 2006 وهو يلعب مع نادي باهانغ.
و هو يلعب مع منتخب ماليزيا لكرة القدم.

## روابط خارجية
- نورحافظ زماني مصباح على موقع قاعدة بيانات كرة القدم.إي يو (الإنجليزية)
- نورحافظ زماني مصباح على موقع ناشيونال فوتبول تيمز (الإنجليزية)
- نورحافظ زماني مصباح على موقع Soccerway.com (الإنجليزية)